# Partecosta nassoides
Partecosta nassoides es una especie de gastrópodo del género Partecosta, perteneciente la familia Terebridae.